# Théâtre Tristan-Bernard
Le théâtre Tristan-Bernard est un théâtre parisien privé situé 64, rue du Rocher dans le 8e arrondissement de Paris.

## Historique
Construit en 1911 par la fondation Léopold Bellan (qui en est toujours propriétaire aujourd'hui [précision nécessaire] ) pour accueillir les réunions et les spectacles éducatifs de son institution de jeunes filles, la salle s'ouvre en 1919 au public sous le nom de théâtre Albert-Ier, en l'honneur du roi des Belges.

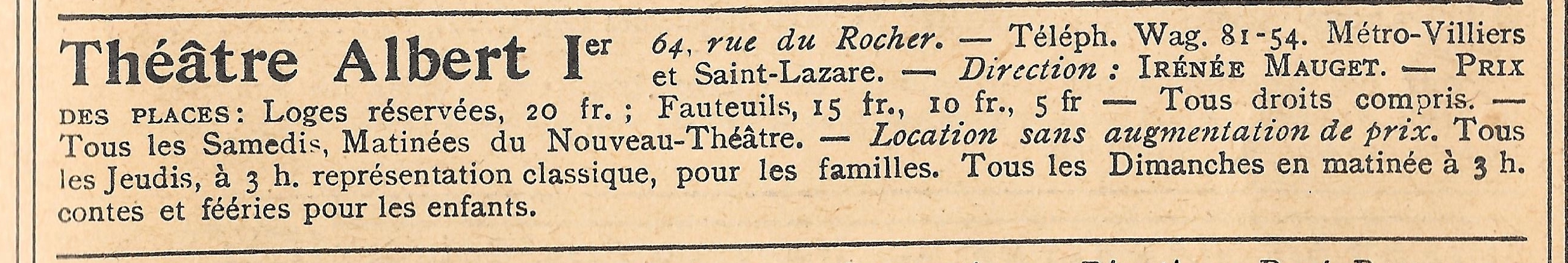
Théâtre Albert 1er: prix des places et administration en 1925.

Tristan Bernard en prend la direction en 1930. Il le rebaptise théâtre Tristan-Bernard et y présente  le temps d'une saison ses comédies. Après son départ, le théâtre retrouve son nom de théâtre Albert-Ier.
En 1936, le comédien Charles de Rochefort, qui rentre des États-Unis où il a travaillé notamment pour Cecil B. de Mille, rouvre la salle devenue théâtre Charles-de-Rochefort avec Allo, Police-secours, pièce policière dont il est l'auteur sous le pseudonyme de Chas D. Strongstone. Le succès l'incite à présenter de nombreuses pièces policières et à suspens. Le concours des Jeunes Compagnies de théâtre y est organisé chaque année au mois de mai. Mobilisé et blessé pendant la Seconde Guerre mondiale, il doit céder la direction à son épouse, la comédienne Mary Grant, tâche qu'elle assurera jusqu'en 1972, avec son fils Jean Dejoux.
En 1973, Dominique Nohain, fils de l'animateur Jean Nohain, rachète[précision nécessaire]  le théâtre et le renomme théâtre Tristan-Bernard. Edy Saiovici lui succède en 1986 et dirigera la salle jusqu'à sa mort en 2013, ; il est remplacé par sa femme Mireille.
À la demande d'Edy Saiovici, Pascal Guillaume prend la direction artistique du théâtre en 2013. Il en devient le propriétaire en 2014.
En 1991, Grande salle et salle Villiers sont inscrits au titre des monuments historiques.
En 2010, 50 théâtres privés parisiens réunis au sein de l’Association pour le soutien du théâtre privé (ASTP) et du Syndicat national des directeurs et tourneurs du théâtre privé (SNDTP), dont fait partie le théâtre Tristan-Bernard, décident d'unir leur force sous une enseigne commune : les Théâtres parisiens associés.

## Répertoire
Note : les dates entre parenthèses correspondent à la première représentation.

### Théâtre Albert-Ier(1919-1930)
- 1924 : Le Cercle de feu
- 1925 : Le Magicien prodigieux d’après Calderon de la Barca, adaptation de Henri Ghéon (3 décembre)
- 1929 : Les Vrais Dieux de Georges de Porto-Riche, mise en scène de Henri Desfontaines (22 novembre)

### Théâtre Tristan-Bernard (1930-1932)
- 1931 : La Crise ministérielle de Tristan Bernard (15 janvier)
- 1931 : Le Sauvage de Tristan Bernard, mise en scène de Henri Burguet (19 février)
- 1931 : La Belle Hôtesse de Carlo Goldoni, mise en scène de Georges Pitoëff (14 octobre)
- 1931 : L'Admirable Dalila et Salomon le Sage de Tristan Bernard (28 octobre)
- 1932 : Le Doyen des enfants de chœur, comédie en 3 actes de Maxime Léry et Guy d'Abzac (12 novembre)

### Théâtre Charles-de-Rochefort

#### Direction Charles de Rochefort (1936-1939)
- 1936 : Allô, Police-secours de Chas D. Strongstone, mise en scène de Charles de Rochefort
- 1937 : L'Étrange Croisière d'Anne Mariel, mise en scène de Charles de Rochefort
- 1938 : Frénésie de Charles de Peyret-Chappuis, mise en scène de Charles de Rochefort (3 février)
- 1939 : Noces de sang de Federico García Lorca. Avec Germaine Montero.

#### Direction Marie Grant (1939-1972)
- 1941 : Taïna ou l'extraordinaire famille Dupont de Suzette Desty
- 1942 : La Tornade de Pierre Maudru, mise en scène de Charles de Rochefort
- 1944 : Le Tombeau d'Achille d'André Roussin, mise en scène de l'auteur
- 1944 : Antigone de Robert Garnier, adaptation de Thierry Maulnier
- 1945 : Horace de Corneille, mise en scène de Noël Vincent (octobre)
- 1946 : Mariana Pineda de Federico Garcia Lorca, adaptation Marcel Moussy, mise en scène de Sylvain Dhomme (février)
- 1946 : Revivre de Jacques de Benac, mise en scène de Charles de Rochefort (avril)
- 1946 : Mala de Jean Laugier, mise en scène de l'auteur (20 juin)
- 1946 : Créanciers d’August Strindberg, mise en scène de Charles de Rochefort (juillet)
- 1947 : L’Ombre d’un franc-tireur de Sean O’Casey, mise en scène de André Clavé (janvier)
- 1947 : Le Ciel et l’enfer de Prosper Mérimée, mise en scène de André Clavé (janvier)
- 1952 : On ne voit pas les cœurs d'André Chamson, mise en scène de Christian-Gérard
- 1952 : La Jacquerie de Prosper Mérimée, mise en scène de Clément Harari (13 novembre)
- 1953 : L'Homme au parapluie de William Dinner et William Morum, adaptation de Pol Quentin, mise en scène de Georges Vanderic (5 mai)
- 1955 : Les Fiancés de la Seine de Morvan Lebesque, mise en scène de René Lafforgue (13 mai)
- 1955 : Liberty Bar de Frédéric Valmain d'après Georges Simenon, mise en scène de Jean Dejoux (17 octobre)
- 1956 : Traquenard de Frédéric Valmain d'après James Hadley Chase, mise en scène de Jean Dejoux
- 1957 : Un remède de cheval de Leslie Sands, mise en scène de  Jean Dejoux (5 novembre)
- 1958 : La Famille Hernandez de Geneviève Baïlac, mise en scène de l'auteur (12 avril)
- 1958 : Meurtres en fa dièse de Frédéric Valmain d'après Boileau-Narcejac, mise en scène de Jean Dejoux  (5 décembre)
- 1959 : Homicide par prudence de Frédéric Valmain d'après Double Cross de John O'Hare, mise en scène de Jean Dejoux
- 1960 : Ana d'Eboli de Pierre Ordioni, mise en scène de Pierre Valde (1er octobre)
- 1960 : Sammy de Pol Quentin d'après Ken Hughes, mise en scène de Jean Dejoux (25 novembre)
- 1961 : Deux pieds dans la tombe de Frédéric Valmain d'après John Lee Thompson, mise en scène de Jean Dejoux
- 1962 : Illégitime Défense de Frédéric Valmain, mise en scène de Jean Dejoux (10 janvier)
- 1962 : Pas d'usufruit pour tante Caroline de Frédéric Valmain, mise en scène de Jean Dejoux
- 1963 : Le Troisième Témoin de Dominique Nohain, mise en scène de l'auteur
- 1964 : Le Procès de maître Ferrari de Frédéric Valmain et Jean Rebel, mise en scène de Maurice Guillaud
- 1967 : L'Élixir du Révérend Père Gaucher, Le Secret de maître Cornille, Les Trois Messes basses, d'après Alphonse Daudet, mise en scène de Jean Dejoux (11 mars)
- 1968 : Le Mystère de River Lodge de Reginald Long, mise en scène de Daniel Crouet
- 1968 : Le Verdict de James Cartier, mise en scène de Daniel Crouet

### Théâtre Tristan-Bernard

#### Direction Dominique Nohain (1973-1986)
- 1973 : Seul le poisson rouge est au courant de Jean Barbier et Dominique Nohain, mise en scène de Dominique Nohain (25 mai)
- 1974 : L'escargot écossais de Dominique Nohain, mise en scène de Dominique Nohain (24 janvier)
- 1978 : Crime à la clef d'Alain Bernier et Roger Maridat, mise en scène de Jean-Paul Cisife (23 septembre)
- 1979 : Changement à vue de Loleh Bellon, mise en scène de Yves Bureau (2 février)
- 1979 : L'Avocat du diable de Dore Schary, mise en scène de Marcelle Tassencourt (7 septembre)
- 1979 : Comédie pour un meurtre de Jean-Jacques Bricaire et Maurice Lasaygues, mise en scène de Dominique Nohain (27 octobre)

#### Direction Edy Saiovici (1986-2013)
- 1986 : Les Aviateurs de Farid Chopel et Ged Marlon, mise en scène des auteurs (31 janvier)
- 1986 : Ariane ou l'Âge d'or de Philippe Caubère, mise en scène de l'auteur (7 avril)
- 1986 : Le Quatuor
- 1986 : American Buffalo de David Mamet, mise en scène Marcel Maréchal (30 septembre)
- 1987 : L'Anniversaire d'Harold Pinter, mise en scène Jean-Michel Ribes (2 mars)
- 1988 : Le Rebelle de Jean-Michel Guenassia, mise en scène Jean Rougerie (26 janvier)
- 1988 : L'Extra de Jean Larriaga, mise en scène Jacques Rosny
- 1990 : Albert Dupontel
- 1991 : Trio de et par les Macloma
- 1993 : Les Acrobates de Tom Stoppard, mise en scène Jean-François Prévand,
- 1993 : Dany Boon Fou ? de Dany Boon et Thierry Joly, mise en scène Thierry Joly
- 1994 : Brèves de comptoir de Jean-Marie Gourio, mise en scène Jean-Michel Ribes (23 août)
- 1995 : Indépendance de Lee Blessing, mise en scène Béatrice Agenin
- 1995 : Que je t'aime - Courrier du cœur de Clémence Massart, mise en scène Philippe Caubère (décembre)
- 1996 : Page 27 de Jean-Louis Bauer, mise en scène Pierre Santini (21 août)
- 1997 : André le Magnifique d'Isabelle Candelier, Loïc Houdré, Patrick Ligardes, Denis Podalydès, Michel Vuillermoz, mise en scène des auteurs (1er septembre)
- 1999 : Momo l'indomptable de Jean-Michel Noirey, mise en scène de l'auteur (29 mars)
- 1999 : Les Lunettes d'Elton John d'après David Farr, mise en scène Stephan Meldegg (23 août)
- 2000 : La Framboise frivole de Peter Hens et David Laisné (janvier)
- 2000 : Tu me squattes de Roger Louret, mise en scène de l'auteur (6 mai)
- 2000 : Commentaire d'amour de Jean-Marie Besset, mise en scène de l'auteur et Gilbert Désveaux (31 août)
- 2001 : Une femme de lettres et Un bi-choco sous le sofa d'Alan Bennett, mise en scène Jean-Claude Idée, avec Tsilla Chelton
- 2001 : Théâtre sans animaux de Jean-Michel Ribes, mise en scène de l'auteur (23 août)
- 2002 : Baron de Jean-Marie Besset, mise en scène de l'auteur et Gilbert Désveaux (27 août)
- 2002 : Futur conditionnel de Xavier Daugreilh, mise en scène Nicolas Briançon (15 novembre)
- 2003 : L'amour est enfant de salaud d'Alan Ayckbourn, adaptation Michel Blanc, mise en scène José Paul (2 septembre)
- 2004 : Si j'étais diplômate d'Allen Lewis Rickman et Karl Tiedemann, mise en scène Alain Sachs (26 août)
- 2004 : Les Muses orphelines de Michel Marc Bouchard, mise en scène Didier Brengarth (19 novembre)
- 2005 : Le Jeu de la vérité de Philippe Lellouche, mise en scène Marion Sarraut (juillet)
- 2006 : Romance de David Mamet, mise en scène Pierre Laville (17 janvier)
- 2006 : Les Manuscrits du déluge de Michel Marc Bouchard, mise en scène Laurence Renn (31 août)
- 2006 : Le Jazz et la Diva de Didier Lockwood, mise en scène Alain Sachs (3 novembre)
- 2007 : Journalistes de Pierre Notte, mise en scène Jean-Claude Cotillard (23 janvier)
- 2007 : Le Dindon de Georges Feydeau, mise en scène Thomas Le Douarec (4 mai)
- 2007 : Ne nous quitte pas de Gil Galliot et Yves Hirschfeld, mise en scène des auteurs (2 octobre)
- 2007 : La Flûte enchantée de Jean-Hervé Appéré, Gil Coudène d'après Mozart, mise en scène Jean-Hervé Appéré (20 novembre)
- 2008 : Une souris verte de Douglas Carter Beane, adaptation Jean-Marie Besset, mise en scène Jean-Luc Revol (22 janvier)
- 2008 : Correspondance inattendue de Sacha Guitry, mise en scène Jean-Laurent Cochet (27 mai)
- 2008 : Panique à bord de Stéphane Laporte et Patrick Laviosa, mise en scène Agnès Boury (14 juin)
- 2008 : Sans mentir de Xavier Daugreilh, mise en scène José Paul et Stéphane Cottin (27 août)
- 2009 : Le Véritable Inspecteur Whaff de Tom Stoppard, mise en scène Jean-Luc Revol (21 janvier)
- 2009 : Rapport sur moi de Grégoire Bouillier, mise en scène Anne Bouvier (4 février)
- 2009 : L'Ingénu d'après Voltaire, mise en scène Arnaud Denis (8 avril)
- 2009 : Mission Florimont de Sébastien Azzopardi et Sacha Danino, mise en scène Sébastien Azzopardi (17 juin)
- 2010 : L’Illusion conjugale d'Éric Assous, mise en scène Jean-Luc Moreau (15 janvier)
- 2010 : Stand-Up de Gérald Sibleyras, mise en scène Jean-Luc Moreau  (20 août)
- 2010 : Le Carton de Clément Michel, mise en scène Arthur Jugnot et David Roussel (6 novembre)
- 2011 : La Méthode Grönholm de Jordi Galceran, mise en scène Thierry Lavat (1er février)
- 2011 : Les Conjoints d'Éric Assous, mise en scène Jean-Luc Moreau (31 août)
- 2013 : L'Entreprise de et par la Troupe à Palmade, textes de Bilco,Anne-Élisabeth Blateau, Guillaume Clerice, Julien Ratel et Sarah Suco (27 juillet)

#### Direction Pascal Guillaume (depuis 2013)
- 2014 : À Flanc de Colline de Benoît Moret avec Didier Brice, Benoit Moret et José Paul. Mise en scène Julien Sibre
- 2015 : Le Père Noël est une ordure avec la Troupe à Palmade. Mise en scène de Pierre Palmade
- 2015 : La Vénus à la fourrure de David Ives, adaptation d'Anne-Elisabeth Blateau. Avec Marie Gillain et Nicolas Briançon. Mise en scène de Jérémie Lippmann Molière de la Comédienne 2016. Molière du Théâtre Privé 2016
- 2015 : Les Faux British de Henry Lewis (en), Jonathan Sayer et Henry Shields. Adaptation française de Miren Pradier et Gwen Aduh. Mise en scène de Gwen Aduh. Molière de la Comédie 2016
- 2015 : Une vie sur mesure de et avec Cédric Chapuis. Mise en scène Stéphane Battle
- 2025-2024 : La Veillée de Patrick Baud et Damien Maric
- 2016 : Bigre. Un spectacle de Pierre Guillois co-écrit avec Agathe L'Huilier et Olivier Martin-Salvan. Avec Pierre Guillois, Agathe L'Huilier, Jonathan Pinto-Rocha Molière de la Comédie 2017
- 2016 : La Tragédie du Dossard 512 de et avec Yohann Metay
- 2017 : Ivo Livi ou le Destin d'Yves Montand de Cristos Mitropoulos et Ali Bougheraba. Mise en scène de Marc Pistolesi. Molière du Spectacle Musical 2017
- 2017 : Oh my god ! de Robert Askins. Adaptation de Sébastien Azzopardi et Sacha Danino. Mise en scène Sébastien Azzopardi.
- 2017-2018 : Une vie sur mesure de Cédric Chapuis. Avec Axel Auriant. Mise en scène de Stéphane Battle
- 2017 : Mon Ange d'Henry Naylor. Adaptation d'Adelaïde Pralon. Avec Lina El Arabi. Mise en scène Jérémie Lippmann
- 2018 : C'était quand la dernière fois ? de Emmanuel Robert-Espalieu. Mise en scène de Johanna Boyé. Avec Virginie Hocq et Zinedine Soualem.
- 2018-2019 : L'Amour dans tous ses états de Guy Corneau, Danielle Proulx et Camille Bardery. Mise en scène Victoire Theismann. Avec Thomas d'Ansembourg ou Marie Lise Labonté et Hervé Pauchon, Camille Bardery ou Sandra Valentin
- 2018 : Les petites reines d'après le roman de Clémentine Beauvais (Editions Sarbacane). Adaptation Rachel Arditi et Justine Heynemann. Mise en scène Justine Heynemann
- 2018 : Chapitre XIII de Sacha Danino et Sébastien Azzopardi. Mise en scène de Sébastien Azzopardi. Molière Meilleure Création Visuelle 2019
- 2019 : Et si on ne se mentait plus ? d'Emmanuel Gaury et Mathieu Rannou. Mise en scène de Raphaëlle Cambray
- 2019 : 2+2 de Cyril Gely et Eric Rouquette. Mise en scène de Jeoffrey Bourdenet. Avec Elsa Lunghini, Claire Nebout, José Paul et Eric Savin
- 2019 : Homme encadré sur fond blanc. De et avec Pierric Tenthorey
- 2019-2020 : La vie trépidante de Brigitte Tornade de Camille Kohler. Mise en scène Eleonore Joncquez. Molière de la Meilleure Comédie 2020.
- 2019 : La Convivialité de et avec Arnaud Hoedt et Jérôme Piron
- 2019 : Stéphane Guillon "Prolongation"
- 2020 : aaAhh Bibi de et avec Julien Cottereau. Mise en scène Erwan Daouphars
- 2021 : Affaires Sensibles, adaptée de l'émission de France Inter. Avec Fabrice Drouelle et Clémence Thioly.
- 2021 : Douce France, écrit et mis en scène par Stéphane Olivié Bisson et David Salles.
- 2022 : Stéphane Guillon "Sur scène". Mise en scène Anouche Setbon.
- 2022-2023 : Les Gros Patinent Bien (Molière du Meilleur spectacle de théâtre public[6] 2022) de Pierre Guillois et Olivier Martin-Salvan.
- 2022 : Valérie Marie dans "Une vie au bout des doigts" de Valérie Marie et Cédric Chapuis.
- 2022-2023 : Mehdi Djaadi dans "Coming Out". Mise en scène Thibaut Evrard. Nommé au Molière 2023 dans la catégorie Seul.e en scène[7].
- 2023 : Courgette, de Pamela Ravassard et Garlan Le Martelot, une pièce adaptée du roman de Gilles Paris "Autobiographie d'une Courgette". 7 nominations aux Molières 2024.
- 2023 : Bunker, de Christian Siméon, mise en lecture Johanna Boyé avec Julie Depardieu et Stefan Druet Toukaïeff
- 2023 : Cabaret Bio Dégradable
- 2024 : Music-Hall Colette avec Cléo Sénia. Adaptation et mise en scène Léna Bréban. Nomination Molières 2024 Révélation féminine.
- 2024 : Mondial Placard, écrit et mis en scène par Côme de Bellescize. Nomination Molières 2024 Meilleure Comédie.
- 2024 : "Un monde hostile" de et avec Tanguy Pastureau.
- 2024 : La nuit où Laurier Gaudreault s'est réveillé de Michel Marc Bouchard. Mise en scène Didier Brengarth.
- 2024 : C'est pas facile d'être heureux quand on va mal. Ecrit et mis en scène par Rudy Milstein.
- 2025 : Numéro deux de David Foenkinos. Adaptation Léonard Prain. Mise en scène Sophie Accard. Nomination Molières 2025 Axel Auriant Révélation Masculine.